# Xavier Oriach
Pour les articles homonymes, voir Oriach.
Xavier Oriach est un peintre français d'origine catalane de la nouvelle École de Paris, né le 20 novembre 1927 à Sabadell (Catalogne) où il meurt le 9 septembre 2024.
À mi-chemin de la peinture et de la gravure, son œuvre évoque la texture matérielle du réel.

## Biographie

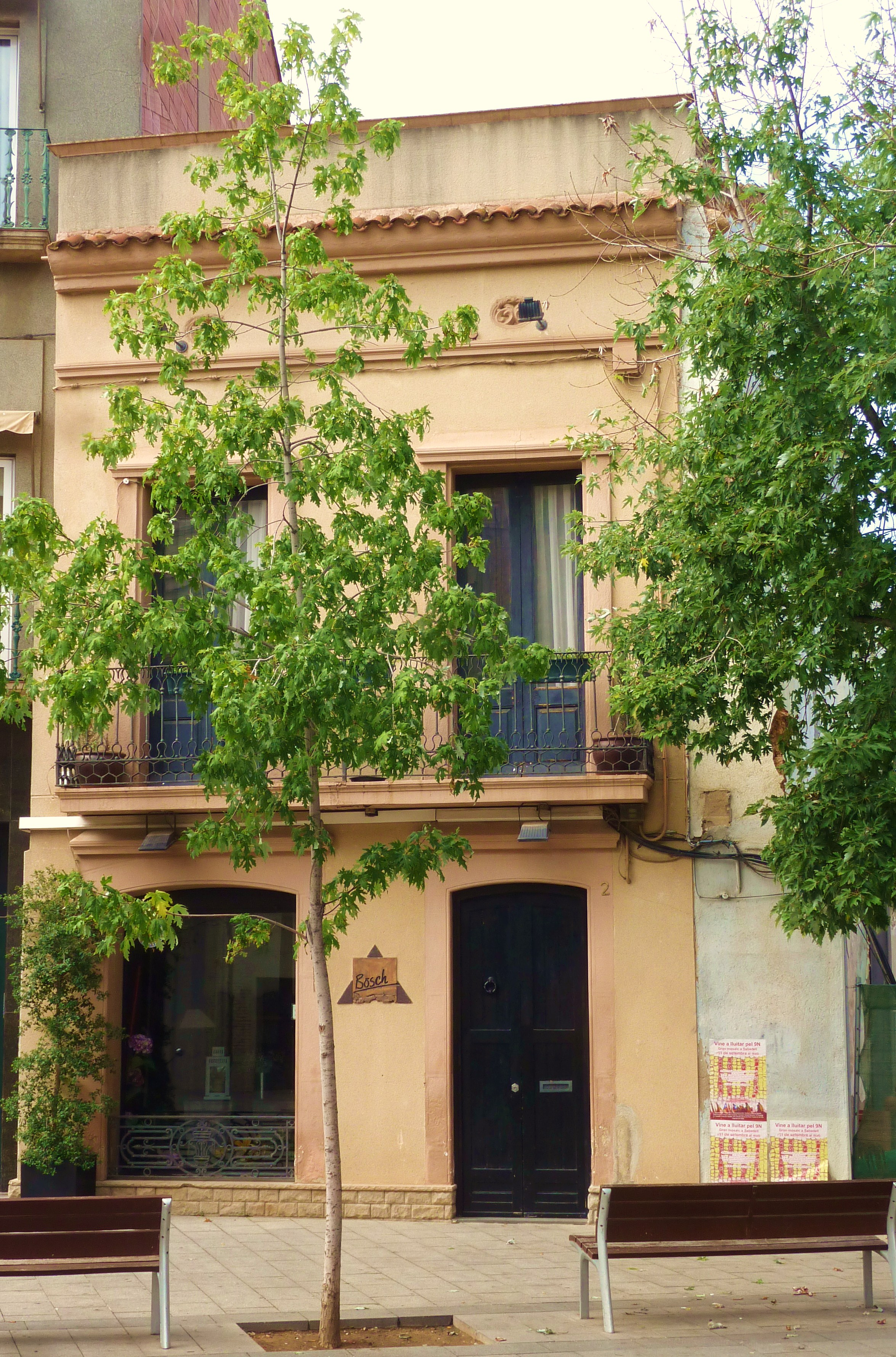
Maison de la famille de Xavier Oriach à Sabadell

Xavier Oriach i Soler naît à Sabadell, où se sont établis au XVe siècle ses lointains ancêtres « Oriac », originaires du Massif central. Pour y créer un atelier de couture, ses parents s'installent en 1930 à Barcelone, accompagnés de son grand-oncle, le photographe moderniste Albert Rifà, lié au milieu intellectuel catalan. Quand ils partent en 1934 ouvrir une manufacture à Valence, c'est avec lui que Xavier Oriach revient à Sabadell, passant dans son nouveau studio la plus large part de son enfance, observant les étapes qui jalonnent son travail et la construction qui est à l'origine de toute vision esthétique. Encouragé par le cercle des artistes qui fréquentent l'atelier, Oriach commence dès la fin des années 1930 à dessiner et peindre.
En 1943, Xavier Oriach quitte Sabadell pour rejoindre ses parents, travaille un moment dans le commerce de son père qui l'incite à prendre des cours de dessin. Il entre l'année suivante à l'École des Beaux-Arts de Valence, participe en 1947 à la fondation, aux activités et, entre 1948 et 1950, à huit expositions, à Valence, Stockholm, Santander et Sabadell du groupe d'avant-garde «Z» dont il est le benjamin. Il se fait remarquer par le fauvisme de ses intérieurs et de ses paysages. La bourse que lui accorde spontanément l’Institut français de la ville lui permet, après une première exposition personnelle en Catalogne, de fuir le franquisme.
En janvier 1951, accueilli par son ami le guitariste Narciso Yepes, Xavier Oriach s’installe à Paris grâce à une bourse auprès du Collège d'Espagne de la Cité universitaire de Paris. Pour continuer à peindre, il y exerce les métiers les plus divers. À Barcelone il a déjà, tout jeune, rencontré Antoni Clavé, à Valence Manolo Gil, Mompó, Sempere, à Paris il fait la connaissance du catalan Tàpies mais aussi de Chillida, Lobo, Parra, Pelayo, Palazuelo. Quelques mois à peine après son arrivée, Bernard Dorival s’intéresse à son travail et lui demande d’accrocher avec lui la rétrospective de l’œuvre de Braque qu’il organise au musée national d'art moderne. En 1953, la galerie Breteau présente ses peintures et Oriach s'intègre rapidement à la Nouvelle École de Paris en participant à de nombreuses expositions collectives, au Salon des réalités nouvelles ainsi qu'au Salon de Mai.
Le régime de Franco tente dans les années 1950 de provoquer le retour de peintres qu’il sait s’opposer à son idéologie mais qu’il souhaite récupérer en leur assurant une reconnaissance susceptible d’améliorer son image. Malgré les sollicitations, Xavier Oriach ne regagne pas Barcelone ni ne s’installe à Madrid. S'il quitte Paris en 1979, c’est pour s'établir à Jouy-sur-Eure où il séjourne régulièrement depuis son arrivée en France. Il y fait de son atelier un lieu de rencontres et de débats, crée un Centre d'art contemporain où il présente notamment son ami Pierre Tal Coat, Raoul Ubac et Tàpies, parmi les artistes dont les démarches manifestent avec la sienne quelque convergence, fonde et anime une Biennale de sculpture.
À partir de 1991, Xavier Oriach partage son existence entre la Normandie, où sont organisées plusieurs rétrospectives de son œuvre, et la Catalogne où il expose régulièrement.

## L'œuvre
Arrivé à Paris au milieu des vives controverses qui marquent l'abandon du réalisme, Oriach s'engage rapidement dans la voie de la non-figuration. Rompant les derniers rapports de son langage avec les spectacles du réel, il va reconnaître les possibilités propres qu'il offre de construire des visions inédites délivrées des intuitions immédiates, irréductibles à toute identification, indissociables des formes et couleurs, rendues à leur état sauvage, qu'il associe  librement en fonction de leurs seules valeurs sensibles.
Les étendues épurées, contrastées, qu'équilibre alors Oriach manifestent, dans le resserrement de l'éventail des couleurs, une attention aux matières qui deviendra, au long de son cheminement, l'une des caractéristiques majeures de ses peintures. Leurs surfaces d'abord transparentes et traversées plus tard des sténogrammes d’écritures premières, puis empâtées, largement maçonnées, veinées et rugueuses comme pierres, incitent le regard à se rapprocher, réduisent sa distance spontanée, tandis que s'effacent les objets et les horizons familiers du monde devant la peau bruissante et les paysages infimes de l'univers matériel.
Au long des années 1980 les larges toiles d'Oriach, en un appareil cyclopéen de dalles aux gris et bleus nuancés, réfléchissent comme murs blanchis à la chaux les échos des clartés méditerranéennes. Elles s'assombrissent par la suite, faisant surgir sur leurs fonds sans horizon d'indécises présences, comme éclairées d'une lumière interne. Si l'on y peut distinguer parfois de mystérieux escaliers ou éléments d'architecture, leurs titres, loin d'en résumer les visions, n'entretiennent que des rapports distants avec les œuvres qu'ils auraient plutôt fonction, non sans ludisme, de surnommer, renonçant à toute désignation réductrice. Dans leur extrême précision certains d’entre eux, à l’inverse, nourris de la culture plurielle, catalane, française et hispanique, d'Oriach, les imprègnent d'une durée qui fait remonter le cours tragique des âges (La hache du guerrier déterrée à Tolosa en Lengadoc, La tombe du mercenaire Simon de Montfort, 1990).

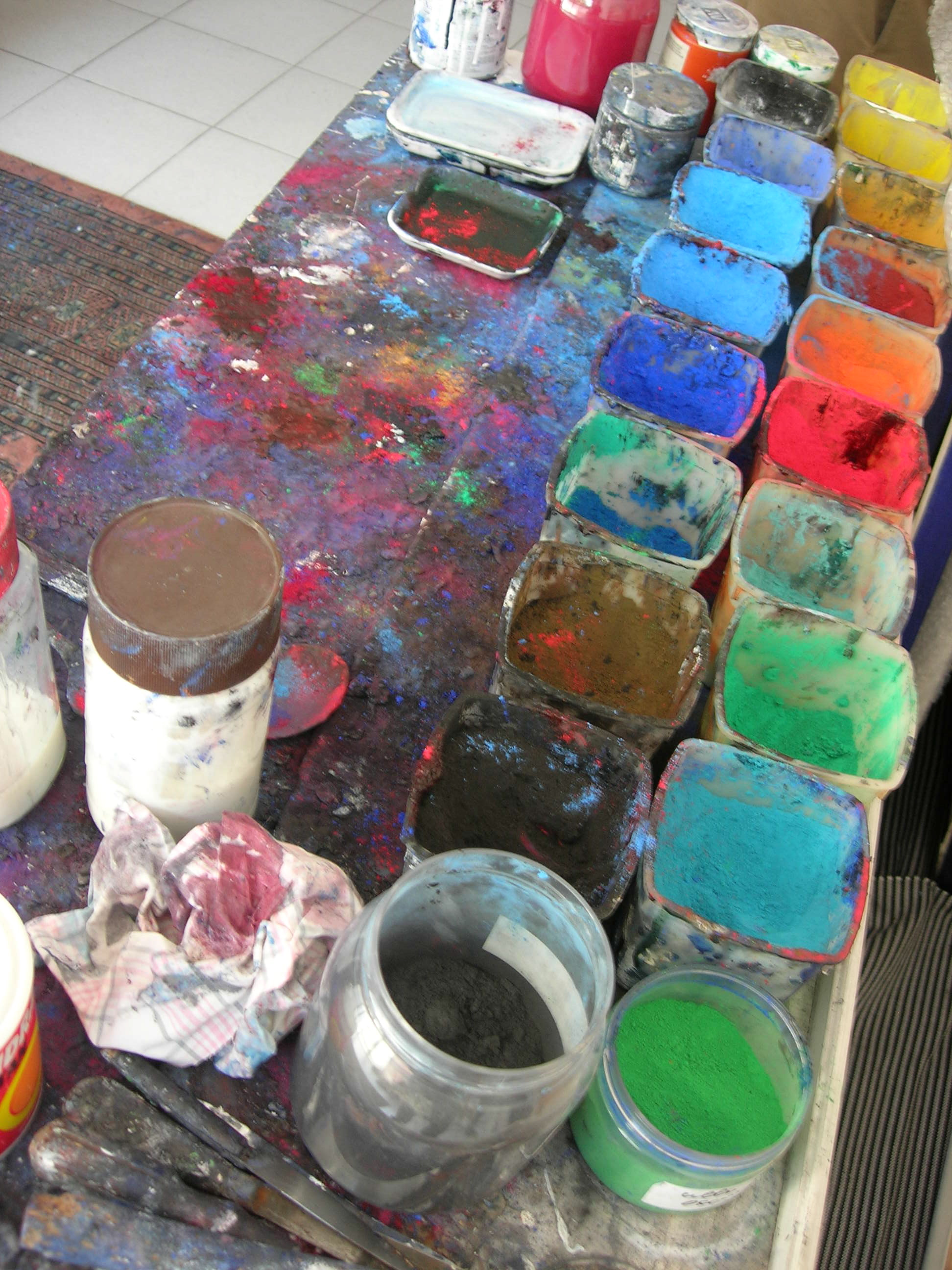
L'atelier du peintre, 2009

La démarche de Xavier Oriach s'infléchit à mesure en un matiérisme inédit. S'il continue de peindre sur toile, il a simultanément recours à de vastes panneaux de bois qu'il enduit, inventant des techniques qui lui permettent, à mi-chemin de la gravure et du bas-relief, d'agir plus directement sur la matière.  Oriach y modifie la distance du regard, l'équilibre en un seuil d'où, sans se détacher des surfaces pures du visible, il commence de distinguer les êtres qui le composent. Passent ainsi sur ses peintures les silhouettes des montagnes et des champs, des objets, des femmes et des hommes. Tout un Bestiaire onirique les accompagne, oiseau, bœuf ou loup, cheval, poisson ou hibou, que rejoignent des créatures fabuleuses comme à peine délivrées de leurs empreintes fossiles ou remontant de l'imaginaire immémorial et des plus anciennes légendes .
Sous les mêmes lumières crépusculaires et nocturnes les profils de rochers et de cimes qui se dessinent à contre-jour dans les œuvres ultérieures d'Oriach les teintent d'un nouveau paysagisme. Loin de toute intention anecdotique ou exotique, il leur donne pour leur magie incantatoire, dans la recherche d'équivalences poétiques, les noms de lieux traversés à l'occasion de voyages, en Espagne et dans le monde arabe. Des surfaces aux teintes d'ardoises et de schistes, d'écumes aux bleus profonds, y font hésiter la vision au bord d'une matière magmatique encore indifférenciée, minéral et vivant partageant ou échangeant leur identité en de continuelles métamorphoses. Au milieu de cet univers instable surgissent autour de 2003 des formes nacrées ou cendrées de coques de navires qui, sous une lumière lunaire, réactivent le vieux fond ancestral accumulé autour des voyages marins.
En une autre traversée, ses peintures paraissent  s’approcher  plus encore de la roche que suggèrent leur texture et leur construction, faire entrer dans les plissements minéraux de l'intimité matérielle. Xavier Oriach n'y célèbre pas seulement la matière pour elle-même, dans son aveugle spontanéité. Elle constitue plutôt dans son travail l'espace ou le milieu d'un langage, continuellement enrichi de nouveaux signes  lui permettant de viser autrement la réalité. Délivrant formes et couleurs de toute relation particulière aux choses, les œuvres d'Oriach semblent induire un rapport plus large au réel, font paraître une sorte de « sur-objet » englobant la totalité du monde, qu’aucune perception spontanée ne saurait livrer. Sur leurs surfaces moirées, changeantes selon l’incidence de la lumière, le regard parcourt fissures et fractures, débouche en de mystérieuses grottes qu’illuminent les falaises bleutées de glaciers souterrains ou les rayonnements de blocs de soufre.
Passée  comme de l’autre côté du visible, l'œuvre d'Oriach  semble faire accéder à son envers souterrain, découvrir en des rêves bachelardiens ses paysages internes. En conjuguant, hors de l'éphémère durée humaine, un lointain passé de l'écorce terrestre et le présent d'un incessant devenir, elle propose un sentiment neuf de la réalité, de la matérialité qui en constitue la trame.

## Citation

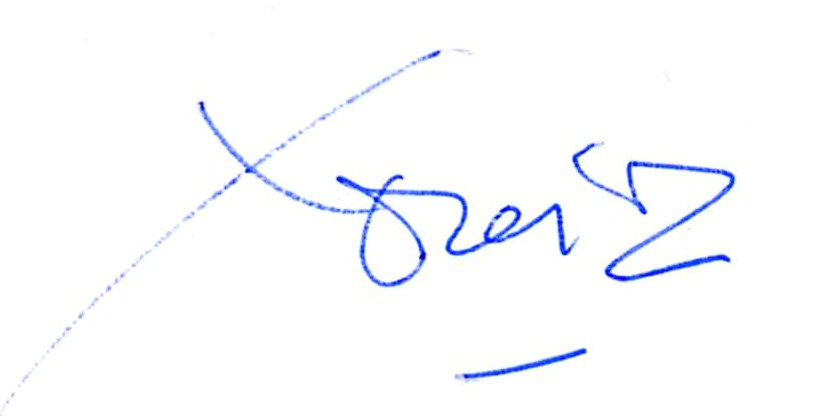
Signature de Xavier Oriach

« Ces formes sont issues de références que j'ai vues dans mes voyages, la nature, l'architecture... Elles sont  mon écriture. Les formes ont un sens terriblement pictural, la couleur s'y attache mais cela n'est peut-être pas l'essentiel. Ce qui importe, c'est la recherche de la quintessence de la forme. (...)Il y a trente ans, ma peinture était plus gestuelle. La matière m'aide à modeler, à exprimer cette forme que je veux donner à ma peinture. »
Propos de Xavier Oriach, dans Xavier Oriach, Soixante années de peinture, Somogy Editions d'art, Paris /  Musée d'Evreux, Évreux,  2005, pp. 61 et 75.

## Jugements
« Que pouvons-nous souligner dans l'œuvre de Xavier Oriach ? En premier lieu sa capacité à évoluer et à s'exprimer dans un même langage en marge des modes et des tendances du marché, puis une maîtrise technique capable de convertir les formes et la matière en poésie communicante dans un espace pictural abstrait, éloigné des images du monde (...). L'œuvre de Xavier Oriach tend vers un seul objectif : dans l'idéal de la rigueur, créer un monde organique transcendé en espaces originaux, équilibrés ou en mouvement, doués d'un rythme propre et peuplées de confuses et partielles ressemblances. »
Maia Creus, Xavier Oriach. Un art autre, encore,  dans Xavier Oriach, Soixante années de peinture, Somogy Éditions d'art, Paris /  Musée d'Evreux, Évreux,  2005, p. 20.
« Comment, à tout instant, les choses commencent-elles de se détacher de l'ombre, franchir la mince frontière de l'absence, chancelantes encore, pour basculer dans le visible ? Soudain la peinture en fait éprouver la précarité et, accommodant le regard sur leur frémissante texture, donne à toucher, en sa stupéfiante étrangeté, l'insaisissable, inhumaine irruption de ce qui est dans l'être. (...) À l'instant où elle vacille à la lisière du présent, c'est, entraînant le visible tout entier en son chargement incertain, la Barque du Monde qui traverse la peinture d'Oriach. »
Michel-Georges Bernard, Xavier Oriach. Aux Portes de la Terre,  dans Xavier Oriach, Soixante années de peinture, Somogy Éditions d'art, Paris /  Musée d'Evreux, Évreux,  2005, p. 14.

## Expositions personnelles
1950 - Monastère de Sant Cugat del Vallès
1952 - Institut français, Valence
1953 - Galerie Breteau, Paris
1955 - Galerie Saint-Placide, Paris
1956 - Galerie Saint-Placide, Paris; Arequipa, Pérou
1957 - Galerie Saint-Placide, Paris
1958 - Galerie Saint-Placide, Paris
1965 - Gallery Walter, New York
1974 - Galerie Nike, València
1976 - Lucas Galerie d'Art, Gandia
1977 - Galeria Zen, Molina del Segura; Studium, Valladolid
1978 - Ateneu mercantil, València
1979 - Académie des Beaux-Arts, Sabadell
1980 - Tot Art, Sabadell: Institut français, Barcelone
1985 - Centre d'art contemporain, Rouen
1986 - Maison des arts, Évreux
1987 - Galerie Nane Stern, Paris
1988 - Musée d'art, Sabadell; Académie des Beaux-Arts, Sabadell; Alliance française, Sabadell; Galerie Nane Stern, Paris
1989 - Galerie Nane Stern, Paris
1990 - ASB gallery, Barcelone; Musée de Vernon; Galerie Anne Bourdier, Rouen; Galerie Luis Adelantado, València
1991 - Galerie Negre, Sabadell;  Galerie Anne Bourdier, Rouen; I.S. Thomas galerie, Paris
1992 - Galerie Bastille-I.S. Thomas, Paris; Galerie Suffren-I.S. Thomas, Paris; Galerie Negre, Sabadell; Galerie Anne Bourdier, Rouen; « Tal Coat, Xavier Oriach », Musée de Bernay
1993 - I.S. Thomas galerie, Paris; Galerie Negre, Sabadell
1994 - Galerie Ignasi Boixareu, Sabadell; Galerie Chantal Bayeul, Rouen; I.S.Thomas galerie, Paris; Galerie Taormina, Le Havre; Galerie Bruno Delarie, Étretat
1995 - Galerie Chantal Bayeul, Rouen; « Rétrospective Xavier Oriach », galerie du Bellau, Cité universitaire, Mont-Saint-Aignan
1996 - Galerie Chantal Bayeul, Rouen; Musée d'art, Sabadell; « Œuvres choisies 1989-1996 », I.S. Thomas galerie, Paris
1997 - « Œuvres choisies 1949-1997 », galerie Nova 3 et Alliance française, Sabadell; « À l'atelier de Jouy », I.S. Thomas galerie, Paris
1998 - « La force d'un retour », I.S. Thomas galerie, Paris
1999 - Galerie Nova 3, Sabadell; I.S. Thomas galerie, Paris; Alliance française, Sabadell; Salle d'Armes, Pont-de-l'Arche; Espace Simone Lhermite, Rouen
2000 - « Rétrospective », Académie des Beaux-Arts, Sabadell; « Le Bestiaire, peintures 1989-1999 », Musée A. G. Poulain, Vernon; I.S. Thomas galerie, Paris
2001 - Galerie Zambezi Art, Amsterdam; I.S. Thomas galerie, Paris
2002 - Galerie Nova 3, Sabadell; « Xavier Oriach, 50 ans en France », Jouy-sur-Eure
2003 - Galerie Trama, Barcelone
2004 - I.S. Thomas galerie, Paris; Abbaye de Bernay; galerie Rua d'Art, Manresa
2005 - « Xavier Oriach, Soixante années de peinture », Musée d'Évreux et « Œuvres récentes », Maison des arts, Évreux
2006 - Alliance française, Sabadell; « Xavier Oriach, peintures 2003-2006 », Académie des Beaux-Arts, Sabadell; Chapelle Saint-Julien, Petit-Quevilly
2007 - Galerie Trama, Barcelone
2013 - « Xavier Oriach, Cartógrafia pictorica, 1941-2013 », Ajuntament de Sabadell, Museus Municipals et Alliance française, Sabadell

## Exposition posthume
2024 - « Xavier Oriach, Homenatge »,  Académie des Beaux-Arts, Sabadell

## Salons
- Salon de la Jeune Peinture, Paris, 1958, 1959
- Salon Comparaisons, Paris, 1959
- Salon des réalités nouvelles, Paris, 1985, 1986, 1987, 1988
- Salon de mai, 1987, 1988
- Salon de Vernon, 1990
- Salon d'art contemporain de Rouen, 1991
- Salon de Mars, Paris, 1992, 1993, 1995

## Illustration
- Josep Maria Ripoll, Poemes del tedi, Artiletres, Castellar del Vallès, 2004
- Aquella nostàlgia del país ignorat, il-lustracio de la portada i dibuixos : Xavier Oriach, Papers de Versàlia n° Junts, Sabadell, hiver 2005
- Josep Maria Ripoll, Dir, image de Xavier Oriach, éditions Proa, Barcelone, 2009, prix Agustí Bartra 2008  (ISBN 978-84-8437-589-0)

### Éléments de bibliographie
: source utilisée pour la rédaction de cet article 

#### Catalogues
- Xavier Oriach, textes [en catalan] de Dolors Forrellad i Doménech, Joaquim Sala-Sanahuja et Eric Villedieu, musée d’Art, Sabadell, 1988.
- Xavier Oriach, préface [en castillan] de Maria LLuïsa Borràs, ASB Gallery, Barcelone, 1990.
- Xavier Oriach, préface de Sophie Fourny-Dargere, textes de Joaquim Sala-Sanahuja, Gérard Xuriguera, Luis Porquet Gracia, R. Hanrion et Eric Villedieu, musée Alphonse-Georges-Poulain, Vernon, 1990.
- Xavier Oriach, préface [en castillan] de Maria Lluïsa Borràs, ASB Gallery, Barcelone, 1990.
- Xavier Oriach, Rétrospective, textes de Gérard Xuriguera et R. Hanrion, Galerie Du Bellay, Mont-Saint-Aignan, Rouen, avril-mai 1995.
- Xavier Oriach, Le Bestiaire, Peintures 1989-1999, textes [en français et en catalan] de Maia Creus et Angela Cuenca Julià, musée  A. G. Poulain, Vernon, 2000.
- Xavier Oriach texte [en catalan] de Maia Creus, galerie Trama, Barcelone, 2003.
- Xavier Oriach, Soixante années de peinture, textes de Michel-Georges Bernard, Robert Ferrer, Maia Creus, et Maurice Maillard, Somogy Editions d'art, Paris / Musée d'Evreux, Evreux, 2005, 144 p.  (ISBN 2850568740).
- Gérard Gamand, Xavier Oriach : quand la matière devient poésie, dans La Gazette de l'Hôtel Drouot, Paris, 5 mai 2006 (p. 228).
- Xavier Oriach, textes [en catalan] de Maia Creus, Antoni Clapès, Philippe Gelain et Maria Balcells, Académie des Beaux-Arts, Sabadell, 2006, 78 p.
- Xavier Oriach, textes [en catalan] de Joaquim Sala-Sanahuja, Antoni Clapès et Josep Maria Ripoll, Galerie Trama, Barcelone, 2007.
- Xavier Oriach, Cartógrafia pictorica, 1941-2013, préfaces de Pilar Parcerisas et Michel-Georges Bernard, biographie de Maia Creus [textes en catalan, castillan et français], Ajuntament de Sabadell, Museus Municipals, 2013, 160 p.  (ISBN 978-84-922173-3-5).
- Xavier Oriach, Homenatge"", préfaces [en catalan] de Josep Maria Ripoll et Joaquim Sala-Sanahuja, Académie des Beaux-Arts, Sabadell, 2024

#### Articles
- Gérard Gamand, Xavier Oriach : quand la matière devient poésie, dans La Gazette de l'Hôtel Drouot, Paris, 5 mai 2006 (p. 228).
- David Ramon, Xavier Oriach (texte en catalan), dans « Vallesos, Gent, terra i patrimoni » no 6, tardor-hivern 2013-2014, p. 38-39.
- Josep Maria Ripoll i Carme Miralda, Els jardins que ens manquen, Una conversa amb Xavier Oriach ; Pilar Parcerisas, Xavier Oriachn tornar la pintura als origens (textes en catalan), dans Quadern no 192, Sabadell, octobre-novembre 2013, p. 42-47.